# 아우랑제브
아우랑제브(페르시아어: اورنگ‌زیب, Muhi al-Din Muhammad, 영어: Aurangzeb, 1618년 11월 3일 ~ 1707년 3월 3일)는 무굴 제국의 6대 황제(1658년 ~ 1707년)였다. 악바르의 증손이며 샤 자한의 셋째 아들이며, 어머니는 뭄타즈 마할이다.
학식이 풍부하여 아라비아어·페르시아어 등에 능통하였으며, 이슬람 신학에 깊은 지식을 가지고 있었다. 형제와의 왕위 다툼으로 아버지 샤 자한을 감옥에 가두고 즉위하였다. 그는 극진한 이슬람교의 신자로 '살아 있는 성자'라고 불렸다. 그러나 국민들에게 엄격한 종교 생활을 강요하였으며, 마라타족을 평정하지 못하고 죽어 무굴 제국이 쇠퇴하게 되었다.

## 생애

### 즉위 이전

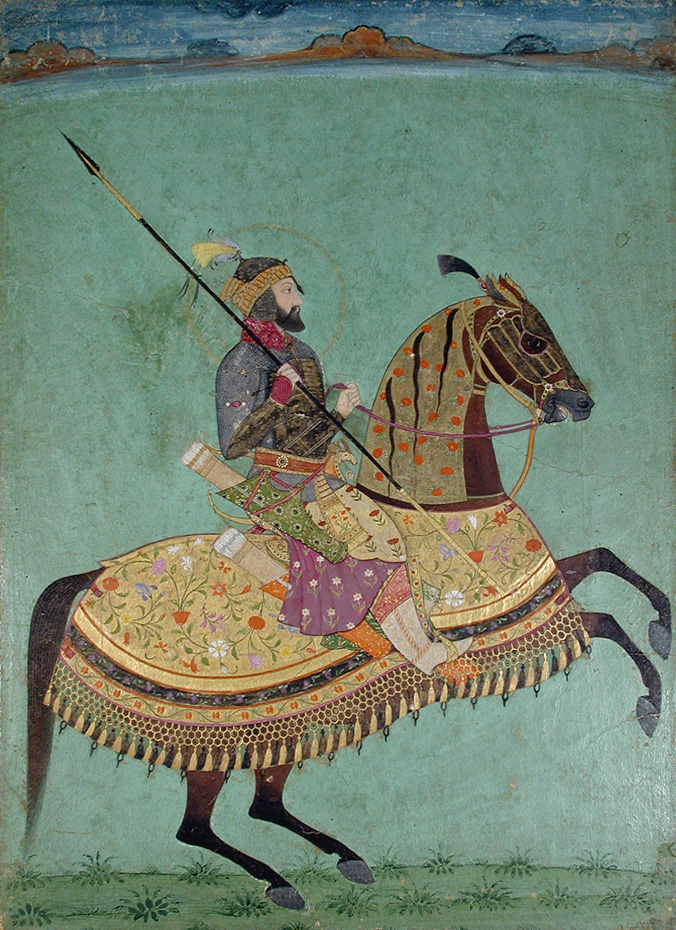
말 위에 앉아있는 아우랑제브

그는 일찍부터 군사와 통치에 자질을 보였는데, 이 재능이 권력욕과 결부되어 맏형인 다라 시코와 대적하게 되었다. 1636년부터 그는 중요한 지위에 임명되기 시작했으며, 임무 수행에 두각을 나타냈다. 우즈베크·페르시아와의 싸움(1646-47년)에서 군대를 지휘하여 공훈을 세웠다. 데칸 지방의 부왕(副王)을 2번 지낼 때는(1636년 ~ 1644년, 1654년 ~ 1658년) 데칸의 두 이슬람 왕국을 정복한다. 1657년부터 1658년까지의 권력 투쟁에서 아우랑제는 군사적인 재능을 보여주었고 1658년 5월 사무가르에서 다라를 결정적으로 패배시키고 승리자가 된 뒤, 아버지가 세운 아그라 궁에 아버지를 유폐하고 황제로 즉위하였다.

### 치세 초기(1658년 ~ 1680년)
1680년까지의 그는 진정한 의미에서의 유능한 군주였다. 무자비한 성격 때문에 사람들은 두려워 했지만, 그의 정열과 능력 때문에 존경 하기도 했다. 이 시기의 그는 주로 페르시아인이나 중앙 아시아 투르크인들로부터 북서부 지방을 방어하는 데 몰두했고, 그외에 수라트 대항구를 2번씩이나 약탈한(1664년, 1670년) 마라타 수장 시바지 에게도 많은 신경을 썼다. 그는 상대방을 쳐부순 다음 화해하고 그들에게 제국의 임무를 부여하는 방식을 썼는데, 시바지를 패배시킨 뒤 화해를 위해 1666년 그를 아그라로 불렀고 제국의 직위를 주었지만, 시바지는 그 뒤 데칸으로 도망하여 독립된 마라타 왕국을 세우고 군주가 되었다가 1680년 죽었다.

### 치세 후기(1680년 ~ 1707년)
그러나 1680년 이후부터 아우랑제브는 통치 태도와 정책을 바꿨다. 그가 이슬람만을 위한 통치자로 변신한 것이다. 따라서 이제 힌두교도들은 동료가 아니라 종속자가 되었다.
이러한 정책의 변화는 악바르가 폐지했던 인두세(지즈야)가 1679년부터 비(非)이슬람교도들에게 다시 부과된 것으로부터 시작되었다. 이렇게 되자 아우랑제브의 셋째 아들 악바르는 아버지를 배신하였고(라지푸트 반란, 1680년 ~ 1681년), 힌두교도들 역시 제국을 섬기기는 했지만 예전만큼 열성적이지는 않게 되었다.
그는 비자푸르와 골콘다의 데칸 왕국들을 1686년 ~ 1687년 사이에 정복했지만 오히려 뒤이은 불안상태만을 초래했고 이런 불안한 상황은 오랜 경제 위기를 더욱 재촉하고 말았다. 이러한 경제 위기는 마라타와의 전쟁으로 더욱 심화되었다. 시바지의 아들 삼바지는 사로잡혀 1689년 처형되었고 왕국은 멸망했으나, 이 때부터 마라타족은 게릴라 전술을 채택했고 민중들의 동조 속에서 남인도 전역으로 퍼졌다. 아우랑제브는 이 때문에 마라타 고지대 국가들의 요새들을 공략하는 데 노력을 기울였으나 아무런 성과를 거두지 못했다.
또한 아우랑제브는 남부 지역으로 떠났기 때문에 북부지역을 이전처럼 강력하게 통제할 수 없었다. 게다가 토지세입의 일부를 할당받는 무굴 제국의 관리들이 세금을 과도하게 부과했기 때문에 통치력의 약화가 더욱 가속화되었다. 농민의 불만은 펀자브 지방의 사트남파와 시크교도의 경우 같은 종교운동 형태나 자트족의 반란 등의 봉기를 불러 일으켰다. 이에 1675년 아우랑제브는 이슬람교를 받아들이지 않은 시크교 구루(정신적 지도자) 테그 바하두르를 잡아들여 처형했다. 이후, 후계 구루들은 아우랑제브의 나머지 치세 동안 공개적으로 저항을 계속했다.
그는 호전적인 정통 수니파 이슬람교도로서 통치했고 무흐타시브라고 불린 도덕 검열관들에 의해 강요되는 엄격한 법령들을 점차 시행하기 시작했다. 예를 들면 주화에 새겨진 모든 이슬람교 신앙고백 구절은 이교도의 모독을 방지하기 위하여 제거했고 조정의 신하들에게는 힌두식 인사법을 금지했으며 힌두교의 우상·사원·성지는 마구 파괴되었다.
거의 49년간 통치한 뒤 아우랑제브가 죽었을 때, 제국은 수많은 치명적인 문제에 직면해 빈사상태에 빠져 있었다. 그가 일으켰던 마라타 소탕작전은 제국의 재원을 지속적으로 고갈시켰고 시크교도와 자트족의 호전성은 제국 북부에 어두운 전조를 드리웠다. 또한 새로운 이슬람 정책은 힌두교도의 감정을 손상시켰고 라지푸트족의 지지를 잃게 만들었다. 게다가 토지에 대한 재정적인 압박은 전체 행정체계를 왜곡했다. 결국 그의 후계자들이 이러한 문제에 대처하지 못하자 제국은 붕괴되었다.
| 전임 아버지 샤 자한 | 제6대 인도 무굴 제국 황제 1658년 ~ 1707년 | 후임 아들 바하두르 샤 1세 |

## 같이 보기
- 무굴 건축
- 거대 제국 목록